# 崔家店站
崔家店站位于成都市成华区崔家店路，是成都地铁7号线的地下岛式站台车站，因所在街道而得名，于2017年12月6日启用。本站在建设期间曾使用工程名“成华大道站”。在7号线可行性研究阶段时并无本站，后在《成都地铁7号线工程环境影响评价补充公示》时增设。因7号线所使用的崔家店停车场的出入场线其中一端与本站相连，所以本站成为7号线外环方向列车的起止站。本站在建设期的施工方为中铁航空港建设集团四分公司。

## 车站结构

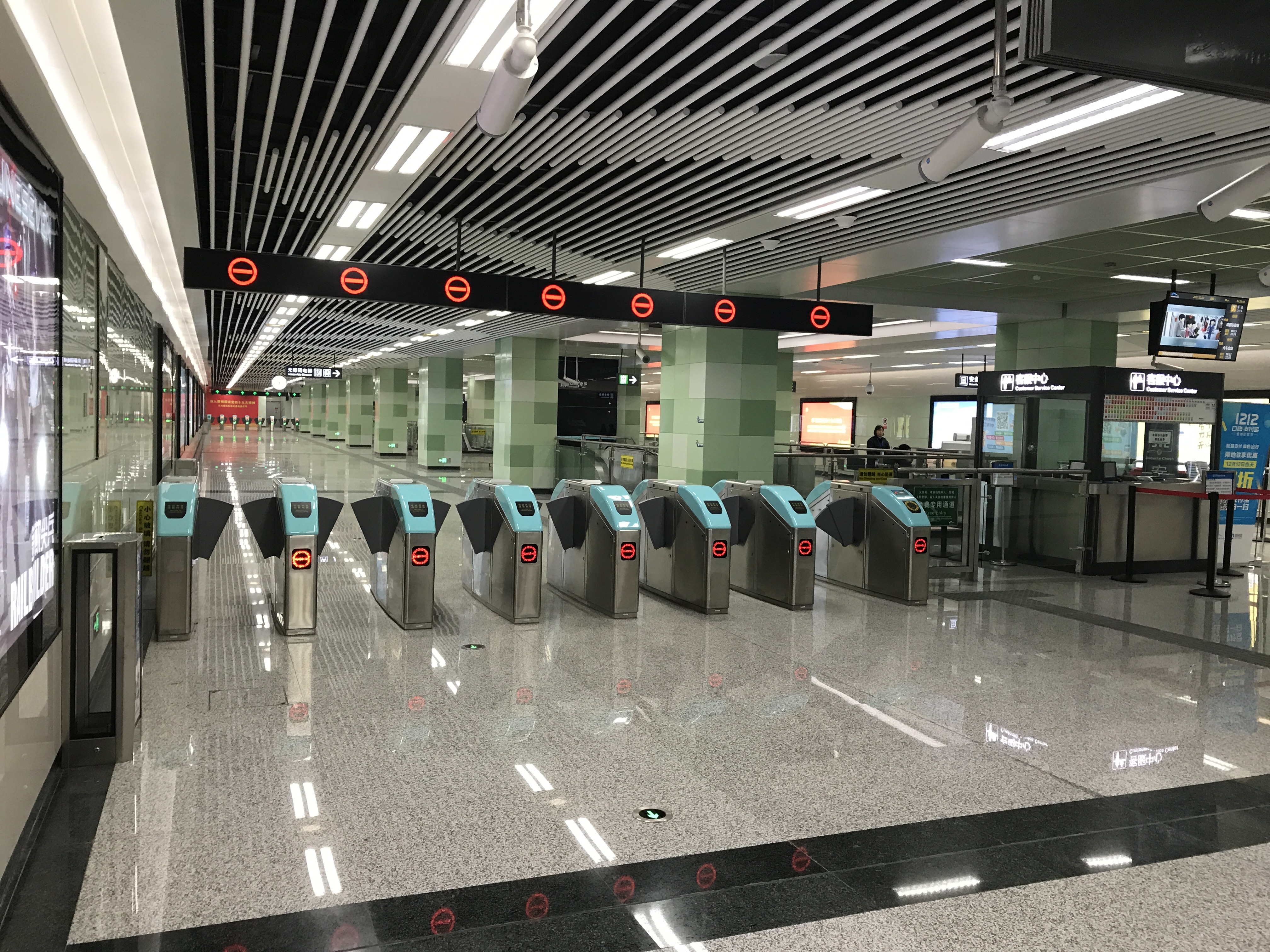
站厅层
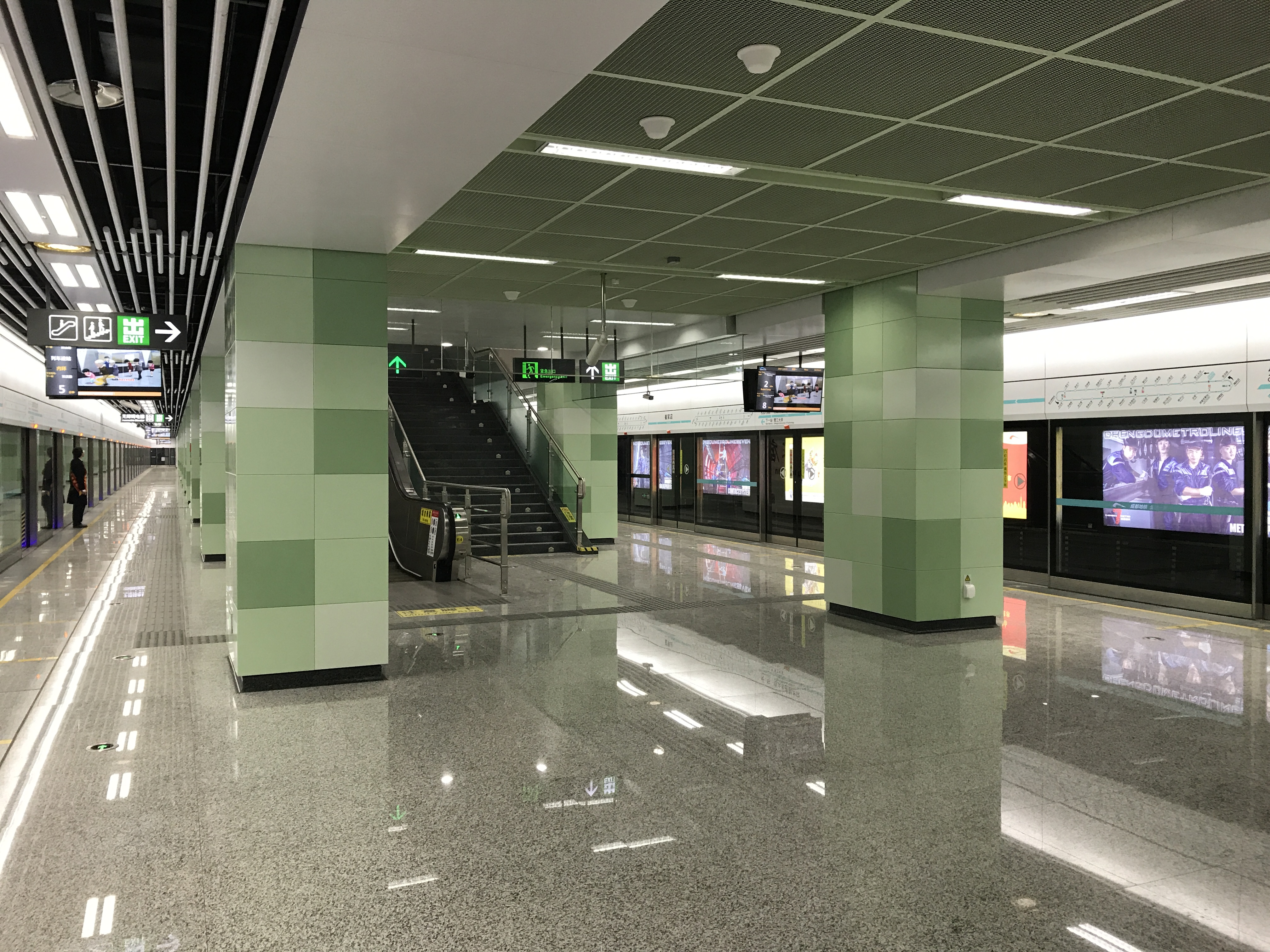
站台层

崔家店站长372米，为地下岛式站台车站。
| 地面      |                              | 出入口                         |  |
| 地下 一层 | 站厅层                       | 安检、售票机、站内商店         |  |
| 地下 二层 |                              | 7号线列车外环方向 （理工大学） |  |
| 地下 二层 | 岛式站台，左边车门将会开启   |                                |  |
| 地下 二层 | 7号线列车内环方向 （双店路） |                                |  |

- 站厅层
- 站台层

## 出入口信息
本站目前开放3个出入口。
| 出口编号 | 设施         | 地点     | 可到达目的地       |
| -------- | ------------ | -------- | ------------------ |
|          |              |          |                    |
|          |              | 崔家店路 | 安逸园、陈家花园   |
| 出口 · F | 无障碍电梯   | 崔家店路 | 天空城             |
| 出口 · G | 无障碍卫生间 | 崔家店路 | 成都理工大学南校区 |

## 公交换乘
8路；128路.

## 大事记
- 2015年8月28日，主体结构顺利封顶[6]；
- 2017年12月6日，车站正式启用[1]。